# Каса-де-Кампо (Домініканська Республіка)
18°24′00″ пн. ш. 68°55′00″ зх. д. / 18.4° пн. ш. 68.91666667° зх. д.
Каса-де-Кампо (Casa de Campo, іспанською «Заміський будинок») — громада у Ла-Романі на південно-східному узбережжі Домініканської Республіки, створене в 1975 році компанією Gulf+Western на 7 000 акрів (28 км2) землі цукрового заводу. 

## Історія
Назва по-іспанськи означає «Заміський будинок», і спочатку це було місцем відпочинку для Чарльза Блудорна, який побудував свій маєток у 1975 році на території цукрового заводу Gulf+Western. Коли він помер у 1983 році, місце стало першим курортом у країні. Один із друзів Блудорна, відомий домініканський дизайнер Оскар де ла Рента, був найнятий для дизайну інтер'єру для Casa De Campo. Після смерті Блудорна кубино-американська родина Фанджул (провідні цукрові барони світу) купила Касу і відкрила її гостям.

## Вілли та пристань для яхт
Є два типи віл, якими можна володіти: «punto de villas» володіють лише земельною ділянкою, а місця для паркування та ландшафтні простори є загальними зонами. Вілли «con solar proprio» мають у власності цілу територію, яка включає парковки та ландшафт. Близько 10 % резиденцій на курорті є малоповерховими квартирами в будинках не вище чотирьох поверхів. Близько 70 % майна — це великі маєтки.
Каса-де-Кампо налічує понад 1700 приватних вілл, ціна яких варіюється від 500 000 до 24 000 000 доларів США, що робить її також однією з найбагатших громад у країні.
Завершена у 2000 році сучасна пристань для яхт на 400 причалів, а також суднобудівна верф. Навколо цієї гавані знаходиться понад 70 ресторанів, магазинів, барів та будинків. У 2010 році Каса-де-Кампо-Марина приймала парусний кубок Rolex Farr 40.

## Галерея

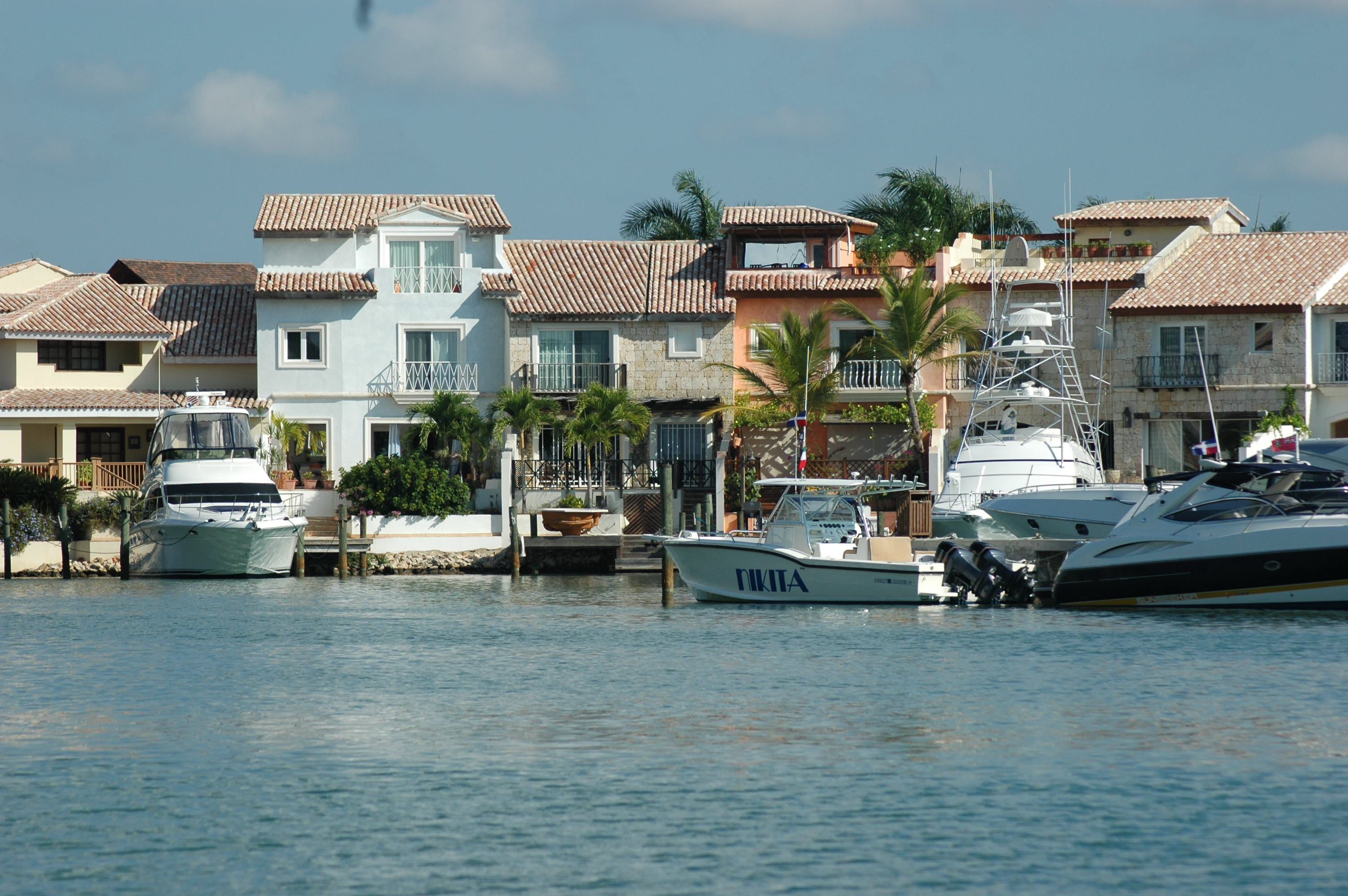
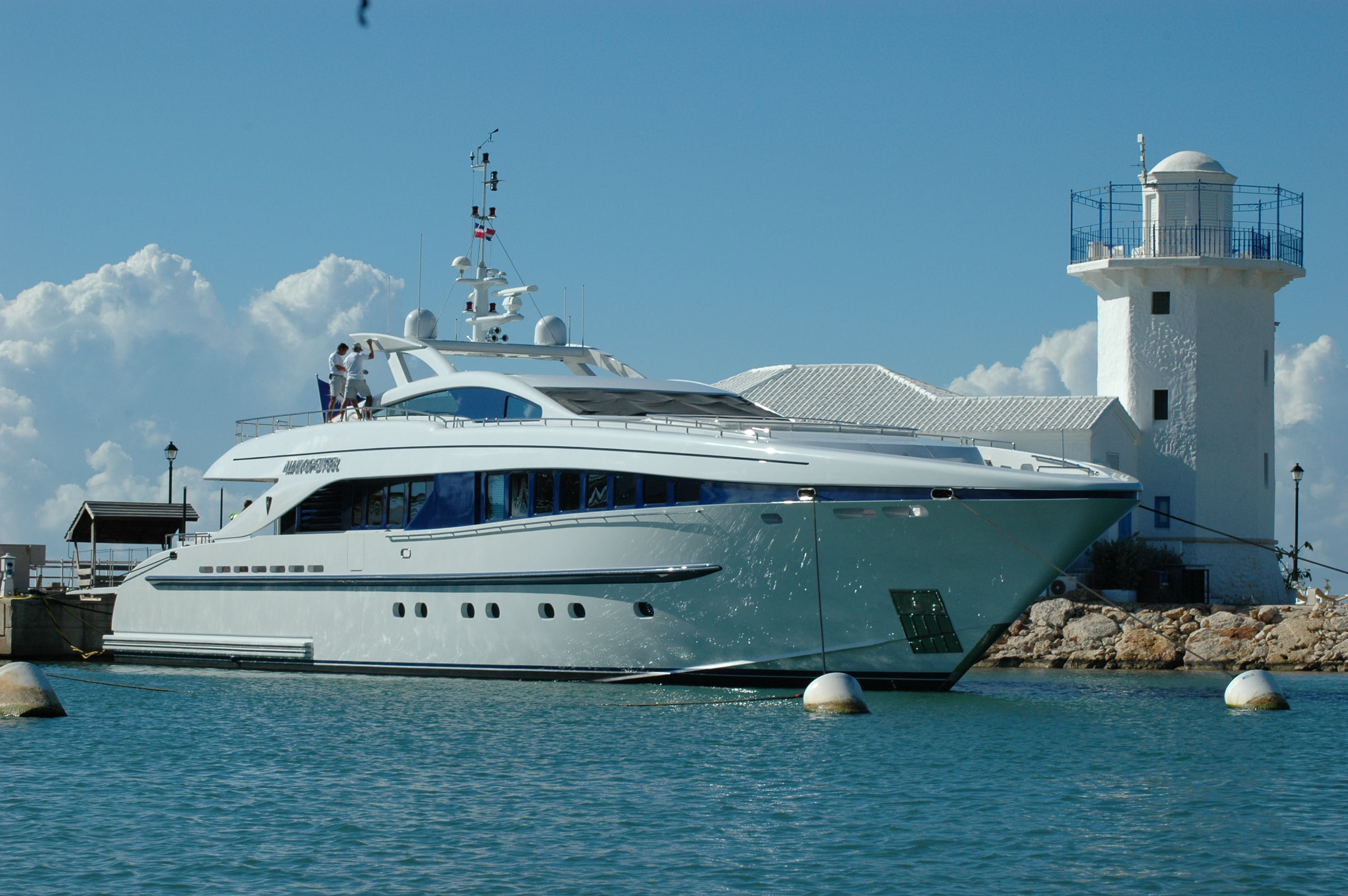
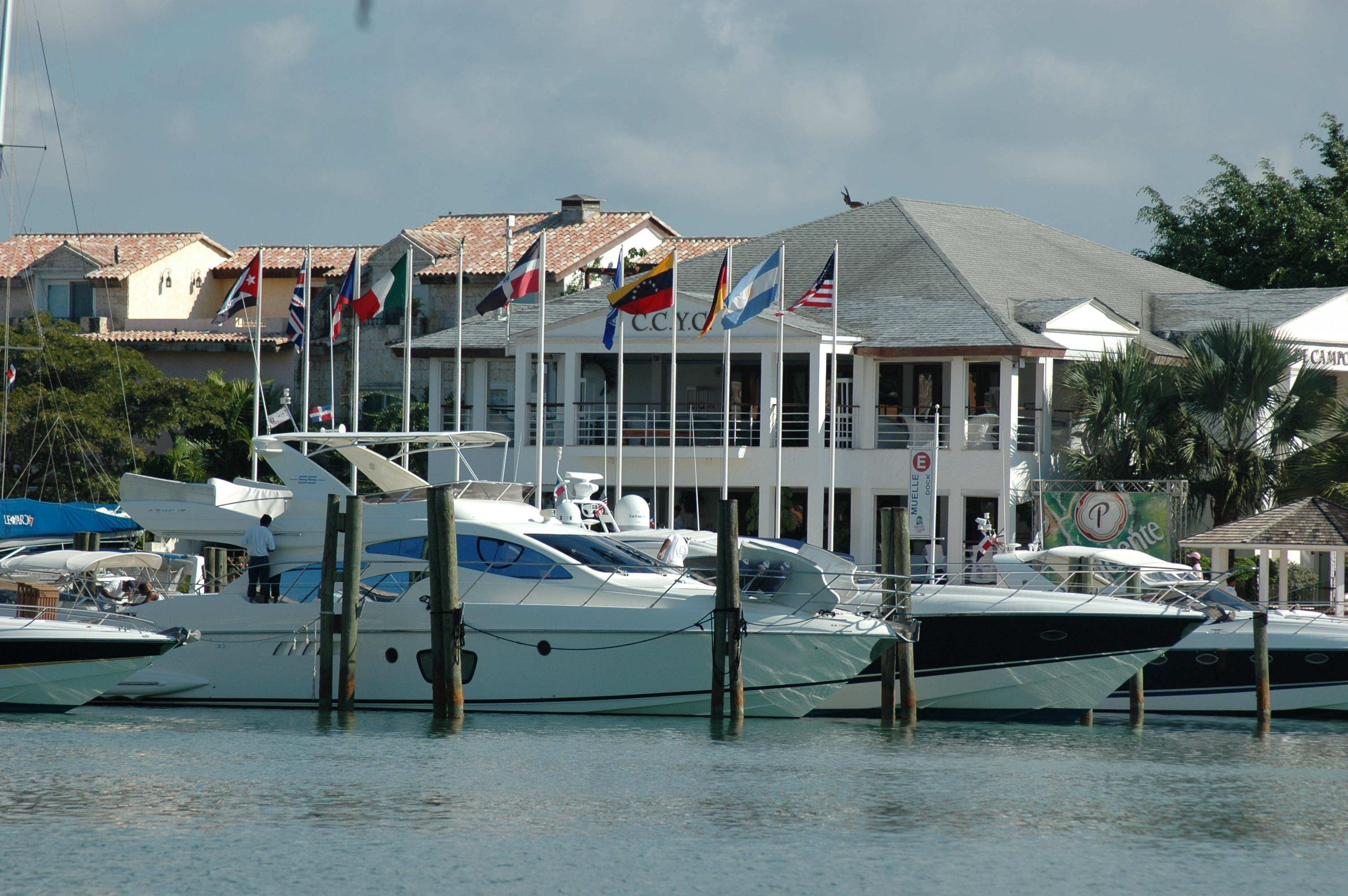
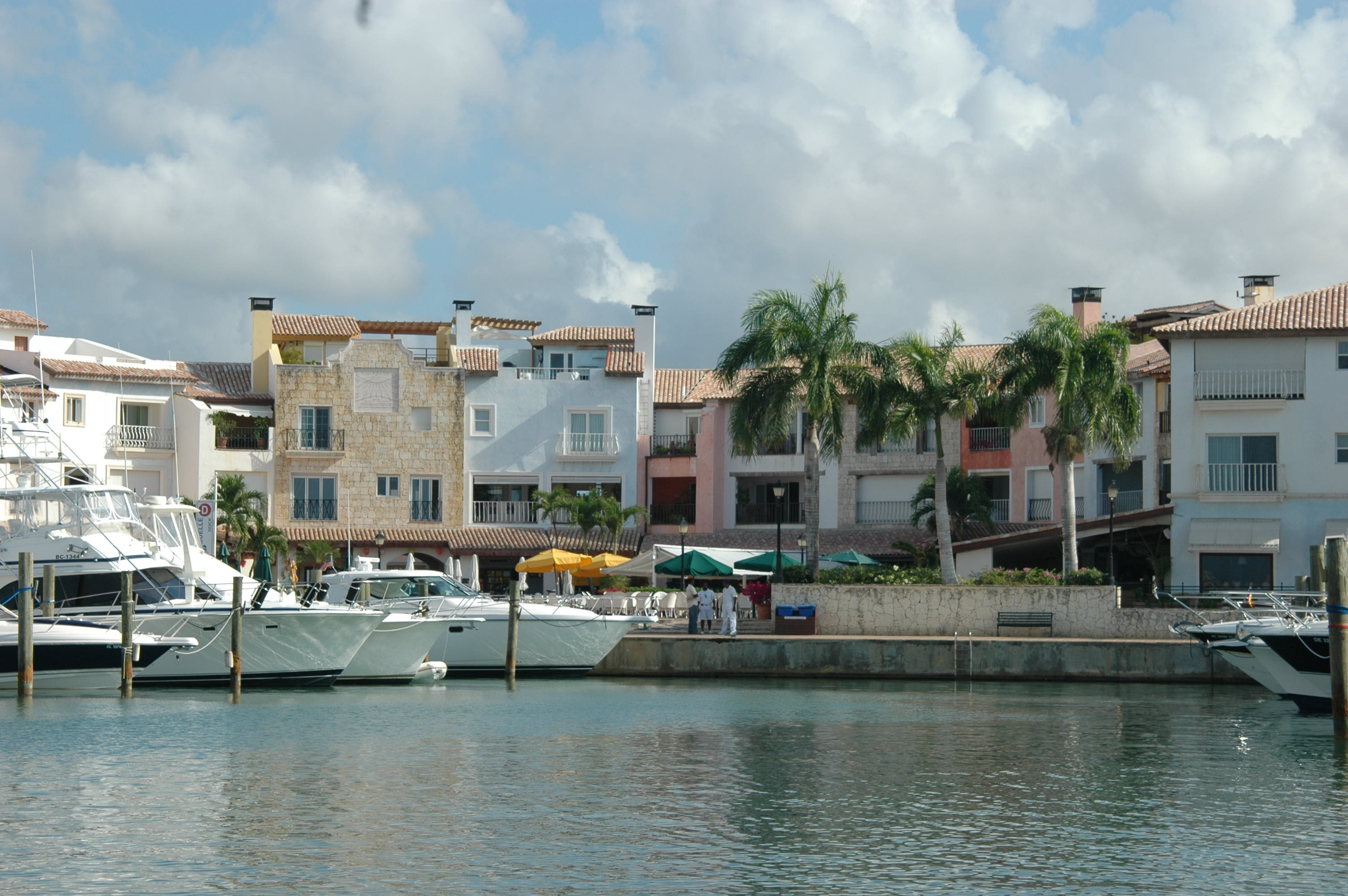